# Керрі 2: Лють

«Керрі 2: Лють» (англ. The Rage: Carrie 2)  — американський фільм 1999 року, є продовженням класичного фільму жахів 1976 року «Керрі» і майже ніяк не пов'язаний з оригінальним романом Стівена Кінга. У головній ролі Рейчел Ленг акторка Емілі Бергл.

## Сюжет
Барбара Ленг поміщена в психіатричну лікарню з діагнозом «шизофренія», після того, як малює червоною фарбою у своїй вітальні бар'єр для того, щоб захистити дочку Рейчел від демонів. Коли її відвозять, один з поліцейських хоче забрати Рейчел, але та тікає від нього, а двері кімнат, через які вона пробігає, замикаються за нею. Кілька років потому Рейчел живе в прийомній сім'ї, яку більше цікавить виплата допомоги для опікунів, ніж сама Рейчел. У Рейчел є улюблена подруга Ліза, яка напередодні втрачає цноту з футболістом Еріком. Дівчина не знає, що у футбольної команди їхньої школи таке хобі — переспати з дівчиною, за що отримати відповідну кількість очок (про кохання немає й мови). Дізнавшись про реальне ставлення Еріка до неї, Ліза з горя вчиняє самогубство, кинувшись з даху на капот машини. Коли Рейчел бачить її труп, у неї від шоку починає прокидатися телекінез. Шкільна психологиня Сью Снелл, заспокоюючи дівчину, виявляє це і розповідає їй, як 20 років тому Керрі Вайт спалила їхню школу і вбила кількох людей з допомогою телекінезу.
Тим часом поліція намагається розгадати таємницю самогубства Лізи, і Рейчел віддає їм фотографії, де вона з Еріком відображена в ніч, коли вони переспали. Еріку загрожує серйозне покарання: адже на момент сексу йому було 18, а Лізі — ні, через що дії Еріка звинувачують у зґвалтуванні, але завдяки його впливовому батькові поліція тільки погрожує Еріку пальцем. Дізнавшись, що це Рейчел вивела поліцію на Еріка, команда вирішує провчити її, навідавшись вночі до неї додому, однак Рейчел, сама того не усвідомлюючи, сполошує їх своїми здібностями. Дізнавшись, що мати Рейчел в психлікарні, Сью Снелл навідується туди і дізнається від тієї, що Рейчел і Керрі Вайт є зведеними сестрами: у них один батько — Ральф Вайт. Коли Сью намагається донести до Рейчел правду, та їй не вірить. Волею випадку Рейчел знайомиться ближче з одним із футболістів Джессі Райаном, який був єдиним, хто не виявляв завзяття в їхній грі за очки. Він по-справжньому закохується в Рейчел, чим викликає ненависть капітана їх команди Марка (вони навіть б'ються), але потім він раптово просить вибачення у Рейчел і навіть надає їй і Джессі на час заміський будинок їхніх батьків, де пара проводить разом ніч. Однак Марк і його команда нишком знімають це на відеокамеру, щоб використовувати в своїх цілях.
Рейчел йде на футбольну гру, щоб помилуватися на Джессі. Після гри Марк вмовляє її піти до нього додому на вечірку з нагоди виграшу їхньої команди. Джессі тим часом відволікає чирлідерка Трейсі, яка ревнувала його до Рейчел. На вечірці Рейчел напивається і посеред цього хлопці запускають відеозапис їхньої ночі з Джессі і виставляють все так, ніби Рейчел була, як і Ліза, частиною їхньої гри за очками. Рейчел дає волю телекінезу, убивши майже всіх, хто був у хаті, і влаштували там пожежу. Між тим у будинок до Марка навідується Сью Снелл, якій до цього вдалося потай витягнути з психлікарні Барбару, але вона випадково потрапляє під атаку Рейчел і теж гине. Рейчел переслідує головних призвідників змови проти неї — Моніку, Еріка і Марка. Вона змушує окуляри Моніки вибухнути і та, осліпла з виколотими очима, випадково стріляє Еріку в пах з гарпуна. Залишившись із Рейчел сам на сам, Марк вистрілює в неї з ракетниці, чим серйозно ранить, але Рейчел вдається затягнути Марка в басейн, який потім накриває захисним брезентом, через що Марк гине від нестачі повітря.
Барбара знаходить дочку, але спочатку бачить її у своєму збудженому мозку як все ту ж маленьку дівчинку. Але потім вона бачить реальну Рейчел і тікає, заявивши, що вона одержима демонами, залишивши Рейчел у самотності. Коли приходять Джессі і Трейсі, Рейчел вбиває останню, обрушивши на неї палаючу балку. Джессі намагається довести Рейчел, що він справді любить її, але Рейчел спочатку не вірить йому, але потім все ж вірить, коли бачить на відео, як він зізнається в ту ніч їй у коханні. Тоді вона рятує Джессі з-під палаючої балки, прийнявши удар на себе. Рейчел теж зізнається йому в коханні, вони цілуються, а потім Рейчел виштовхує хлопця назовні за допомогою телекінезу, після чого її поглинає вогонь. Через рік Джессі навчається в університеті, тримаючи при собі пса Рейчел Волтера на пам'ять про дівчину. Одного разу йому сниться сон, де до нього з вікна спускається Рейчел, вони цілуються, а потім вона перетворюється на попіл і розсипається. Джессі прокидається і дивиться на себе в дзеркало.

## У ролях
| Актор            | Персонаж     | Роль                                             |
| ---------------- | ------------ | ------------------------------------------------ |
| Емілі Бергл      | Рейчел Ленг  | Головна героїня                                  |
| Джейсон Лондон   | Джес Райан   | популярний спортсмен, в якого закохується Рейчел |
| Ділан Бруно      | Марк Бінг    | спортсмен, у будинку якого відбувалася вечірка   |
| Захарі Т. Брайан | Ерік Старк   | спортсмен через якого Ліза покінчила з собою     |
| Емі Ірвінг       | Сьюзен Снел  | директорка школи, в якій навчається Рейчел       |
| Дж. Сміт-Камерон | Барбара Ленг | мати Рейчел                                      |
| Міна Суварі      | Ліза Паркер  | найкраща подруга Рейчел                          |
| Едді Кей Томас   | Арнольд      | приятель Рейчел                                  |